# Yocón
Yocón est une municipalité du Honduras, située dans le département d'Olancho.
La municipalité comprend 9 villages et 79 hameaux. Elle est fondée avant 1801.

## Crédit d'auteurs
- (en) Cet article est partiellement ou en totalité issu de l’article de Wikipédia en anglais intitulé « Yocón » (voir la liste des auteurs).